# Связь на Кабо-Верде
Связь на Кабо-Верде.
Телефоны стационарные: 72 764 (количество на 2011 год)
Телефоны мобильные: 496 900 (количество на 2011 год)
Телефонная система:
общая оценка: эффективная система, масштабная модернизация в 1996-2000 годах после частичной приватизации в 1995 году
внутренняя: основным поставщиком услуг является Cabo Verde Telecom (CVT); волоконно-оптическое кольцо, построенное в 2001 году, соединяет все острова, обеспечивая доступ в Интернет и услуги ISDN; сотовая связь введена в 1998 году; широкополосные услуги запущены в 2004 году
международная: код страны - 238; есть место установки волоконно-оптического трансатлантического телефонного кабеля Atlantis-2, обеспечивающего связь с Южной Америкой, Сенегалом и Европой; есть высокочастотная радиотелефонная связь с Сенегалом и Гвинеей-Бисау; есть спутниковая наземная станция - 1 Intelsat (Атлантический океан) (2007)
Радиостанции: AM 0, FM 22 (и 12 ретрансляторов), коротковолновые 0 (2002 год)
Телевизионные вещательные станции: 5 (и 7 ретрансляторов) (2008 год)
Интернет-провайдеры: 4 (2008 год)
Пользователи Интернета: 150 000 (2011 год)
Количество хостов в Интернете: 7 308 (2007 год)
Код страны: CV